# Maxime Bôcher
Maxime Bôcher   (Boston, 28 d'agost de 1867 - Cambridge, 12 de setembre de 1918) va ser un matemàtic estatunidenc.

## Vida i obra
Quan va néixer Bôcher, el seu pare, Ferdinand, d'ascendència francesa, era professor de llengües modernes al MIT i el 1872 va passar a ser professor de francès a la universitat Harvard. El jove Bôcher va créixer en un ambient familiar molt culte i amb fortes arrels a França i Nova Anglaterra. El 1883 va ingressar a la universitat Harvard en la qual es va graduar el 1889, obtenint diverses beques que li van permetre acabar els seus estudis a la universitat de Göttingen, en la qual es va doctorar el 1891 sota la direcció de Felix Klein. En aquesta universitat alemanya va coincidir amb el seu compatriota William Fogg Osgood, amb qui desenvoluparia tota la seva carrera acadèmica. També a Göttingen va conèixer i es va casar amb Marie Niemann amb qui va tenir tres fills.
El 1891 va iniciar la seva carrera acadèmica com a professor de matemàtiques a la universitat Harvard. Durant la dècada següent, ell i el seu amic Osgood va conduir el desenvolupament del departament de matemàtiques de Harvard fins a convertir-lo en un grup capdavanter en l'anàlisi real i complexa. A més, Bôcher va ser escollit membre de l'Acadèmia Nacional de Ciències dels Estats Units el 1909 i president de l'American Mathematical Society els anys 1909-1910, fundant i sent el primer editor dels Transactions de la societat. El 1923, l'American Mathematical Society va establir un premi tri-anual en anàlisi matemàtica que porta el seu nom en el seu honor.
A partir de l'hivern de 1913-1914 la seva salut va empitjorar notablement i li mancaven les forces pels quefers diaris.
La seva obra fonamental es compon d'una vintena d'articles i de dos llibres de text: Introduction to Higher Algebra (Introducció a l'àlgebra avançada) (1907) i Introduction to the Study of Integral Equations (Introducció al estudi de les equacions integrals) (1913).